# Frances Langford
Frances Langford (Lakeland, 4 aprile 1913 – Jensen Beach, 11 luglio 2005) è stata una cantante e comica statunitense, popolare nell'Età d'oro della radio, ha anche interpretato film per due decenni.

## Filmografia parziale
- Ogni sera alle otto (Every Night at Eight), regia di Raoul Walsh (1935)
- Follie di Broadway 1936 (Broadway Melody of 1936), regia di Roy Del Ruth (1935)
- Nata per danzare (Born to Dance), regia di Roy Del Ruth (1936)
- Hollywood Hotel, regia di Busby Berkeley (1937)
- All American Co-Ed, regia di LeRoy Prinz (1941)
- Ribalta di gloria (Yankee Doodle Dandy), regia di Michael Curtiz (1942)
- Le ragazze di Broadway (Career Girl), regia di Wallace Fox (1944)
- La bionda di bambù (The Bamboo Blonde), regia di Anthony Mann (1946)
- Il capitano Gary (Deputy Marshal), regia di William Berke (1949)